# Памятник Александру Македонскому (Салоники)
Памятник Александру Македонскому (греч. Άγαλμα Μεγάλου Αλεξάνδρου) — памятник Александра Великого, царя Македонского установленный на набережной города Салоники (Греция), около Белой башни на берегу залива Термаикос Эгейского моря на фоне горы Олимп.
Монумент возведён в 1973 году за счёт добровольных пожертвований. Торжественное открытие состоялось в 1974 году. Памятник представляет большую ценность для жителей Салоник, так как в период правления великого полководца город находился на пике своего расцвета.
Автором бронзовой конной статуи является скульптор Вангелис Мустакас. Отлита в Италии.

## Описание
Статуя изображает Александра Македонского верхом на Буцефале, его легендарном боевом коне, вместе с которым Александр прошел через 20 лет военных кампаний. За его спиной расположены щит и копья с различными символическими изображениями. Образ змеи означает мудрость, Медуза Горгона — коварство, лев — отвагу, вол — трудолюбие, сокол — предвидение.
Высота статуи составляет 6 метров, а вес — 4 тонны. Общая высота вместе с пьедесталом составляет 11 метров. Постамент, на котором установлена бронзовая статуя, обложен тёмным мрамором из поселка Мелиссохори, расположенном недалеко от города Салоники. Вокруг постамента памятник выложен белым мрамором из Верии.
Позади памятника — небольшая стена с бронзовыми изображениями битвы при Иссе. Во время этой битвы с войсками Дария Александр Великий был ранен.
Общие размеры комплекса составляют 23 х 30 метров.